# Cirugía superior
La cirugía superior, conocida así por su nombre en inglés, top surgery, también conocida como reconstrucción de torso, hace referencia a cualquiera de los diversos procedimientos quirúrgicos existentes para eliminar tejido mamario o alterar los pezones y/o las areolas para aliviar la disforia de género. Tanto los hombres trans como las personas no binarias pueden someterse a una cirugía superior como parte de su transición de género, aunque también se utiliza para tratar casos de ginecomastia en hombres cisgénero.
La extirpación de tejido mamario durante la cirugía superior es un tipo de mastectomía llamada mastectomía subcutánea (por debajo de la piel). Este tipo de mastectomía elimina tejido del interior de la mama (tejido subcutáneo), así como el exceso de piel. Luego, el cirujano contornea el pecho, modificando el tamaño y la posición de las areolas y los pezones según sea necesario o lo indique el paciente.
Sin embargo, aquellas personas que se someten a una reconstrucción de torso pueden optar por renunciar a los injertos de pezón con la intención de tener un pecho completamente plano o tatuárselos más adelante. Otras personas también solicitan formas específicas para sus pezones antes de que les realicen los injertos, como corazones o estrellas. Algunos cirujanos aceptan esta petición, mientras que otros pueden sentirse menos capacitados o experimentados a la hora de realizar reconstrucciones que no encajen con un aspecto torácico más típico del binarismo de género.

## Historia

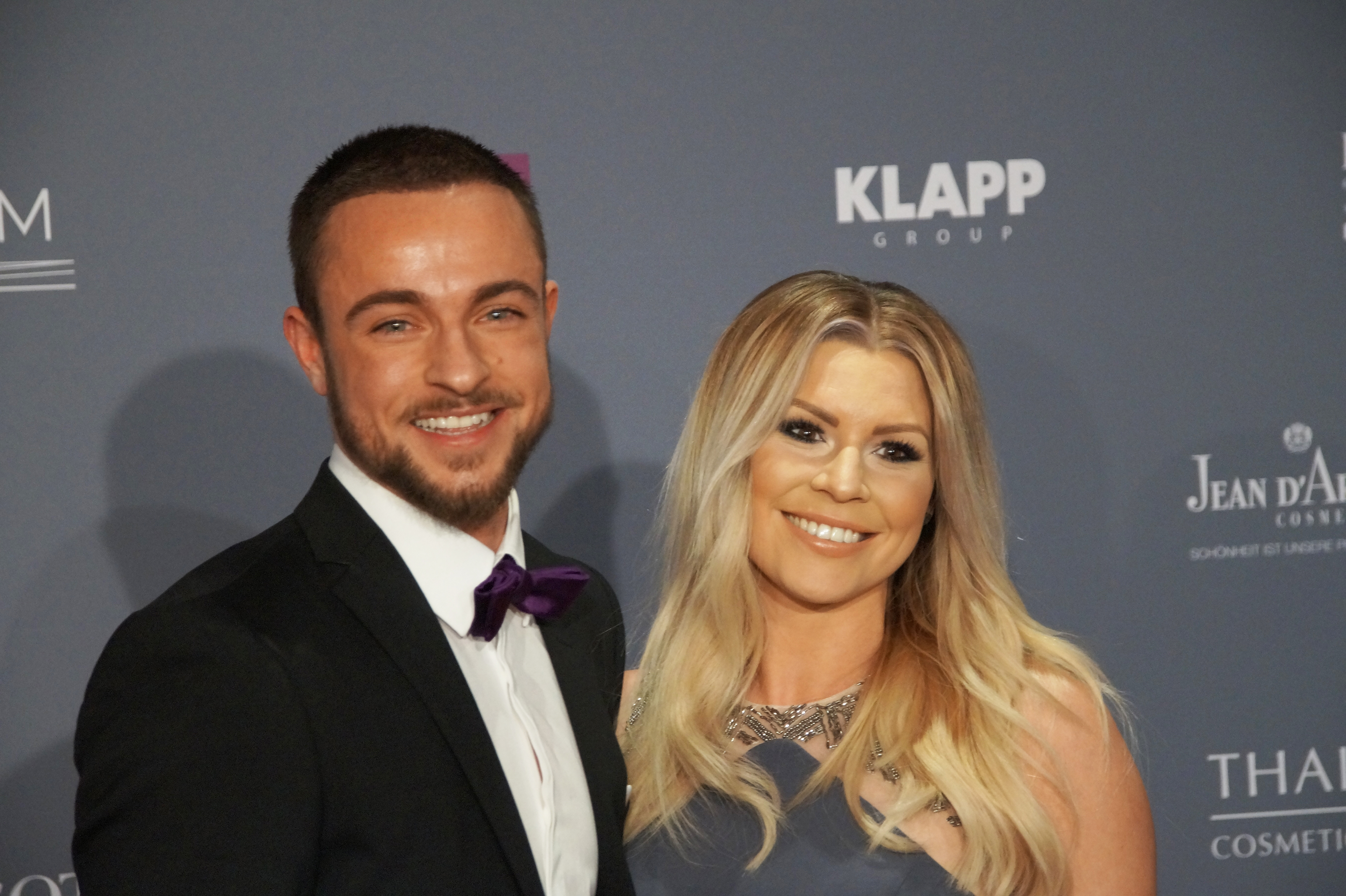
El modelo alemán Benjamin Melzer (izquierda) ha calificado la cirugía superior como "la cirugía más importante para los hombres trans".

En 1942, el médico y autor británico Michael Dillon se sometió a una mastectomía torácica masculinizante como parte de su transición a hombre. Esta sería una de las primeras 13 cirugías de reafirmación de género masculinas de Dillon. Todas fueron realizadas por Harold Gillies un cirujano plástico de Nueva Zelanda, a quien en ocasiones se lo conoce como "el padre de la cirugía plástica moderna". Es posible que esta fuera la primera cirugía superior de masculinización de torso realizada.
A mediados de la década de 1970 el cirujano Michael Brownstein de Chicago (graduado en la Universidad de California de San Francisco) abrió un consultorio de cirugía plástica en San Francisco. En 1978, el Dr. Michael Brownstein realizó su primera cirugía superior a petición de un hombre trans identificado como "John L." La cirugía fue exitosa y, poco después, muchas personas acudieron a él para solicitarle su propia cirugía superior, entre ellas personas que no habían recibido ningún tipo de "terapia de género". Brownstein continuó ofreciendo esta cirugía plástica hasta que un abogado, Paul Walker, se puso en contacto con él y le dijo que estaba violando las normas de cuidado médico. Después de esto, Brownstein empezó a solicitar referencias de terapia de género de sus pacientes trans, y terminó haciéndose conocido por sus "resultados excepcionales". Brownstein se convirtió en un cirujano "de renombre mundial", con pacientes que incluyeron a Lou Sullivan en 1980 y Chaz Bono en 2009. Brownstein se jubiló en 2013, "después de 35 años de servir a las comunidades de personas transgénero y disidentes de género".
En 2017, el modelo alemán Benjamin Melzer calificó la cirugía superior como "la cirugía más importante para todos los hombres trans". Fue una de las 11 cirugías que tuvo durante su propia transición. Nada más terminar su proceso de curación, Melzer fue a una piscina pública y se metió al agua llevando solo unos pantalones cortos, algo que describió como "lo mejor".
El actor canadiense Elliot Page se sometió a esta cirugía alrededor de marzo de 2021 y afirmó: "Ha transformado completamente mi vida... [No es] solo un cambio de por vida, sino una salvación".

## Pacientes

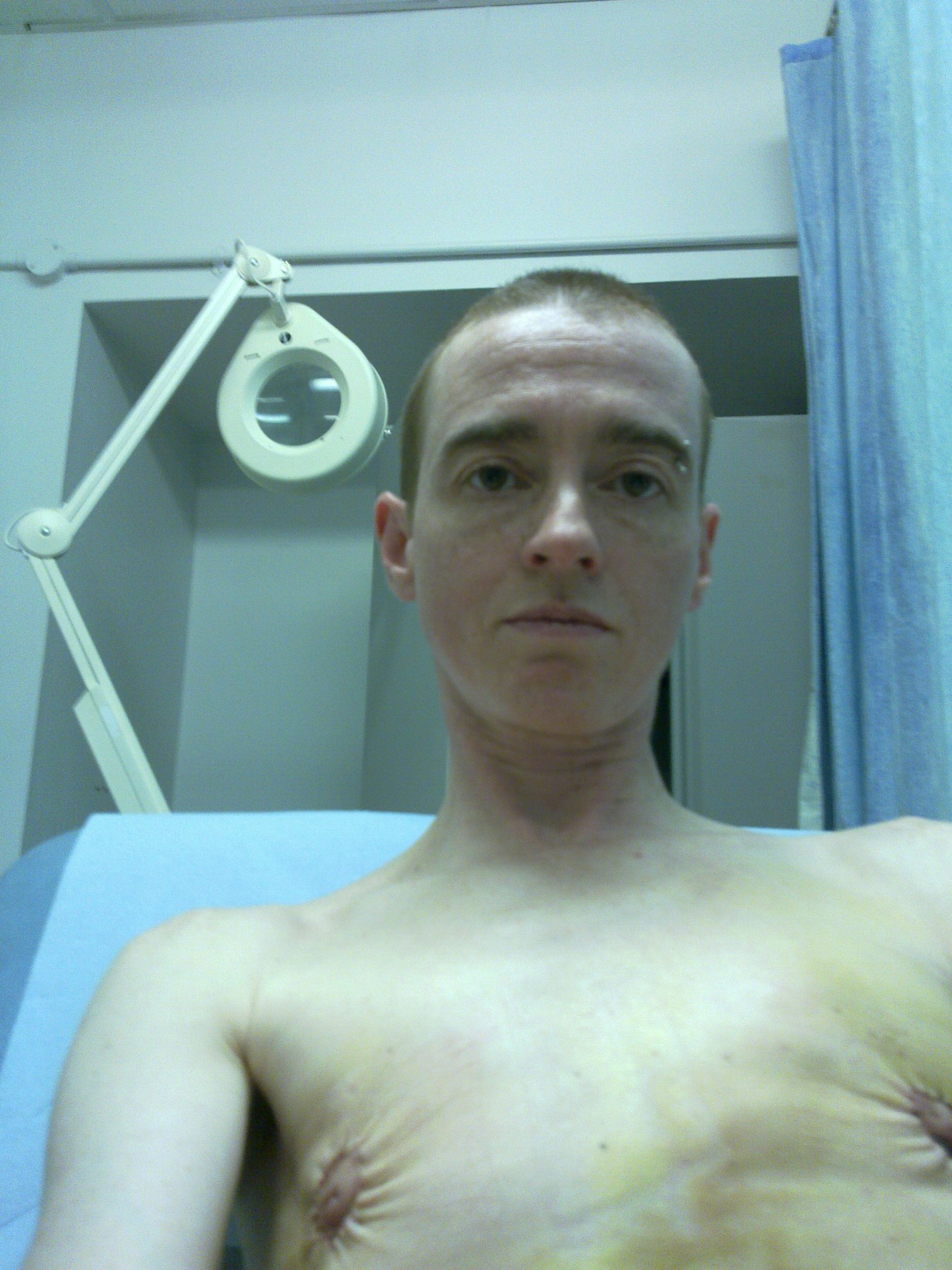
Paciente seis días después de una cirugía superior

Las personas que se someten a una cirugía superior desean un pecho plano, que puede incluir o no su masculinización. Entre estas personas se encuentran hombres cisgénero con ginecomastia; hombres trans que estén pasando por su transición médica y que tengan disforia de pecho; y personas no binarias con senos. Todas las personas mencionadas anteriormente pueden experimentar disforia de pecho y/o el deseo de masculinizar el tamaño o forma de su torso.
La ginecomastia es una variación mamaria común que puede darse en hombres cisgénero y que puede requerir intervención quirúrgica. Las causas de la ginecomastia pueden variar, pero entre ellas se pueden encontrar efectos secundarios de medicamentos o la propia genética de la persona.
Las personas a las que se les asignó el sexo femenino al nacer, pero que son de género masculino o no binario, pueden experimentar disforia de género causada por su pecho y/o euforia de género tras recuperarse de la cirugía.

## Procedimientos
Para eliminar el tejido glandular y graso que constituye la masa mamaria y la piel adicional que recubre esta masa, existen tres enfoques básicos.

### "T" invertida
Consiste en una incisión inframamaria transversal con injertos areolares y pezones opcionales. Si hay demasiada hinchazón de la piel, las alternativas son extender la incisión lateralmente (con el objetivo de dejar una forma lateral de "oreja de perro") o hacer una incisión vertical en la línea media (T invertida).
Se recorta la areola para dejarla con un diámetro acordado previamente y se secciona el pezón con una escisión de forma circular antes de situarse en el lugar final. Los pezones pueden tener una pérdida de sensación debido a una alteración del sistema nervioso.

### Doble incisión
Uno de los procedimientos de reconstrucción de torso más comunes, la doble incisión, consiste en una incisión por encima y por debajo de la masa mamaria, la extracción del tejido graso y glandular y el cierre posterior de la piel. Este método deja cicatrices por debajo de los músculos pectorales que se extienden desde las axilas hasta el pectoral medio.
La doble incisión suele ir acompañada de injertos de pezón opcionales para conseguir unos pezones de aspecto masculino. Se retira la areola y el pezón del tejido mamario, cortando a lo largo de la circunferencia y quitando la capa superior de carne del resto del tejido. Una vez reconstruido el pecho, se injertan los pezones en la posición adecuada y acordada anteriormente. Tanto las areolas como los pezones suelen recortarse un poco, ya que las areolas femeninas suelen tener una circunferencia mayor y los pezones sobresalen más.
Los injertos de pezón generalmente se asocian con una cirugía superior de doble incisión, pero pueden usarse en cualquiera de los tipos de procedimiento quirúrgico de cirugía superior si fuera necesario.
Con los injertos de pezón existe la posibilidad de rechazo por el propio cuerpo. En estos casos el pezón suele tatuarse con fines cosméticos.
La sensibilidad puede volver a los pezones con el tiempo. Sin embargo, el procedimiento involucra la extirpación completa del pezón y la areola antes de hacer el injerto, y los receptores nerviosos pueden experimentar una pérdida total o parcial de la sensibilidad.

### "Ojo de cerradura"

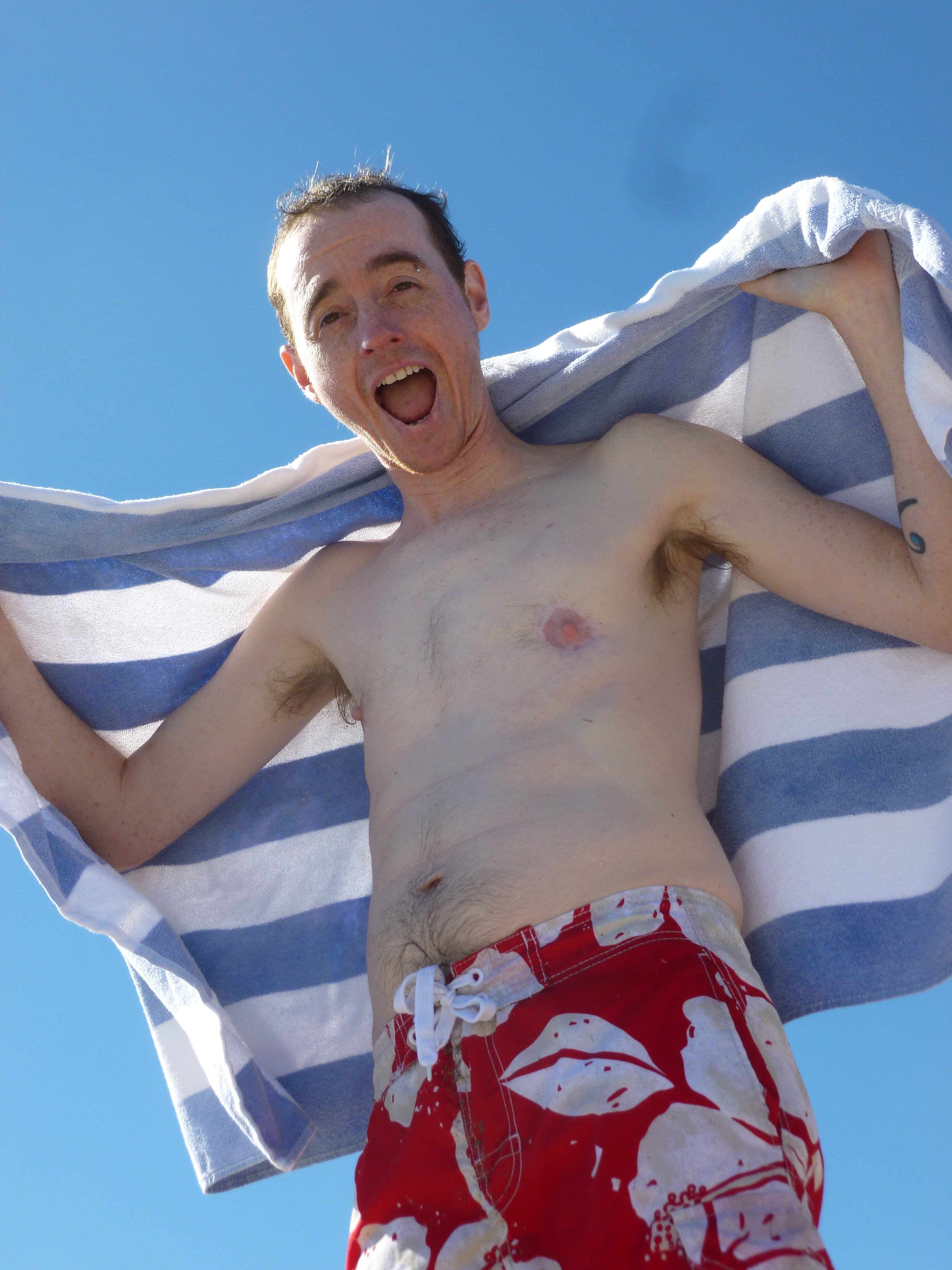
Un hombre transgénero 4 años después de una cirugía de torso de tipo "ojo de cerradura", 2014.

Para senos pequeños, como pueden ser aquellos de talla A o B pequeña, se puede realizar una incisión periareolar. Se trata de una incisión circular alrededor de la areola, combinada con una incisión circular interna para eliminar parte del exceso de areola. Al tirar de la piel hacia el centro se forman arrugas, pero estas suelen desaparecer con el tiempo. Queda una tensión significativa en la línea de la cicatriz y, para evitar que la cicatriz se extienda es necesaria una sutura de fijación permanente. Dejar la dermis externa (piel en carne viva) debajo de la areola marginada contribuye a la recuperación.
La incisión en forma de ojo de cerradura aumenta aún más el tamaño de la incisión periareolar al realizar un cierre vertical por debajo, que resulta en que la piel no deseada se vea introducida hacia dentro de lado a lado y contribuya a eliminar el exceso de piel que pueda quedar.
A una incisión en ojo de cerradura se le puede sumar una incisión transversal, generalmente en el pliegue inframamario, para eliminar aún más el exceso de piel. No se aconseja realizar otro tipo de incisiones, ya que estas se reservan para senos mucho más grandes o con una superficie mayor, como puede ser la que resulta de una atrofia mamaria posparto.
El complejo areolar del pezón puede permanecer unido por un extremo, lo que tiene la ventaja de dejar intacta cierta sensación y suministro de sangre, pero puede tener la desventaja de que esta parte tenga el volumen suficiente como para no ofrecer el aspecto plano que generalmente buscan los pacientes que desean esta operación.

## "Orejas de perro"
Ocasionalmente, los restos de piel y carne laterales bajo la o las axilas pueden ser bastante notorias. Los médicos se refieren a estos pliegues como "orejas de perro". Las orejas de perro pueden darse cuando la piel en el borde o la esquina de una incisión "se desborda", cuando hay demasiada cantidad, generalmente en un ángulo mayor a 30 grados. Es algo que se hace más notorio tras varios meses de curación y puede ser causado por cosas como el aumento de peso (el exceso de piel o grasa que cambia la forma de zonas como el torso, las caderas, el estómago o las nalgas, también puede darse a lo largo de la línea de incisión), o debido a una "mala planificación y ejecución quirúrgica". El uso de una incisión curva puede reducir las posibilidades de que se formen orejas de perro porque resulta en una menor acumulación de piel, pero a algunos pacientes no les gusta la apariencia de una cicatriz curva, ya que puede ser similar a la apariencia de los senos.
No es raro que un cirujano revise las líneas de una incisión 3 o más meses después de su curación si se ven zonas residuales con un aspecto no deseado. Otra de las revisiones que se pueden hacer es la de modificar "ligeras irregularidades", como la remodelación del pezón, que puede haberse estirado y "cambiado de forma" debido a un movimiento del brazo excesivo por encima de la cabeza o a la "sobreextensión" general durante el proceso de curación (que también puede causar asimetría), bultos o fruncimientos (generalmente a lo largo de las líneas de incisión), injertos de pezón fallidos (que pueden resultar en que uno o ambos pezones no se adhieran al torso en estado de curación del paciente), o patrones de cicatrices con los que un paciente puede no estar contento.